# Hugo de Porta Ravennate
Hugo de Porta Ravennate (ou connu aussi comme Ugo) est un juriste italien du XIIe siècle. Bien que très peu d’éléments soient connus à son égard, il a grandi dans la ville de Bologne ou il s’est installé, mais il serait né dans la ville de Lombard. L’année de sa naissance demeure toutefois inconnue et quant à son année de décès, celle-ci et plus partager entre les auteurs. Certains croient qu’il serait mort en 1166 alors que d’autres pensent qu’il serait plutôt décédé en 1171. Pour la plupart, les auteurs mentionnent les deux années dans leurs œuvres.
Dans sa vie, Hugo a étudié le droit romain de l’époque de l’Empereur Justinien, Empereur romain d’orient de 527 à 565. Reconnue comme le disciple d’Irnerius  à l’université de Bologne, celle-ci fut fondé par Pépon et Irnerius. Irnerius, quant à lui, à étudier le droit à Rome puis à enseigner à Bologne ce même droit. Ces disciples à Bologne étaient connus comme les « quatre docteurs » soit ; Bulgarus, Martinus Gosia, Jacobus de Boragine et Hugo de Porta Ravennate. Ensemble, ce quatuor a donné naissance à plusieurs œuvres sur le droit romain comme il est mentionné dans le « Corpus iuris civilis».

## Les «Quatre docteurs»
Les quatre docteurs sont un groupe composé des individus susmentionnés (Bulgarus, Martinus Gosia, Jacobus de Boragine et Hugo de Porta Ravennate) et qui serait de groupe d’âge assez hétérogène. Lorsqu’ Hugo et Jacobus se joignent au groupe des quatre docteurs, Bulgarus et Martinus sont déjà sous l’enseignement d’Irnerius depuis quelque temps. Malgré le manque crucial d’information sur leurs dates de naissance, il est toutefois possible de suivre leur écrit et de comparer leurs œuvres au travers du temps pour constater la variété et la longévité dans le temps. Hugo de Porta Ravennate, aimait bien donné son opinion sans nécessaire être attaché ou partagé les opinions dans les œuvres de ses confrères. Il suivait parfois Bulgarus, parfois Martinus et parfois divergeait de la pensée de ceux-ci pour ensuite suivre sa propre idée. Il est possible de comparer c’est différent point de vue dans les nombreux glossaires dans lesquels il a écrit. Toutefois, il n’existe aucune collection de ses écrits. À tout moins, il n’y a aucune preuve qu’il aurait accumulé une collection de ses écrits. Il faut donc rechercher Hugo de Porta Ravennate au travers des textes plus connus de ses compagnons. Ce sont, en vérité les « quatre docteurs » et les autres juristes italiens qui les ont précédés qui ont composé le glossaire des textes de lois romaines. Ceux-ci ont dû le tordre et le raffiner pour lui donner un sens médiéval. Ils ont travaillé le droit romain afin de l’apprêter à la sauce médiévale italienne.

## Hugo, Ugo, Ugonne, Hugolinus
Le problème majeur avec Hugo de Porta Ravennate est le manque crucial de sources bien connues. À cet effet, les textes d’Hugo sont très difficiles à trouver si l’on compare avec ceux de Bulgarus ainsi que ceux de Martinus Gosia. De plus, Hugo, tous dépendamment des textes, à son nom écrit de plusieurs façons différentes, mais il ne faut toutefois pas tomber dans les le piège d’attribuer les textes d’autrui à Hugo de Porta Ravennate. Bien d’autres auteurs sont connus sous l’appellation Ugonne ou Hugolinus qui vécut un siècle plus tard et autres. Bien que le contraire n’a jamais été prouvé et que les individus attribuent l’écriture de ; Summula de puna à Hugo de Porta Ravennate, certains auteurs croient que celui-ci aurait bien pu être écrit par un des étudiants d’Hugo s’appelant lui aussi Hugo. Dans le texte, l’auteur se présente comme Ugonne de Porta Ravennate. Ceci laisse place à un  doute sur la provenance de l’auteur même si les deux noms sont très semblables. Toutefois, le style d’écriture ainsi que la calligraphie du document est très semblable au reste de ses œuvres.

## Hugo, juriste médiéval Justinien
Hugo de Porta Ravennate fut, comme mentionné plus haut, membre des quatre docteurs. Ce groupe, incluant Hugo fut au service de l’Empereur Frederick Barbarossa pendant les négociations avec les villes de Lombard dans le cadre des diètes de Roncaglia ce qui leur a procuré plusieurs privilèges, pour eux ainsi que pour les étudiants en droit de l’université de Bologne, pour ainsi protéger leur école toute fraiche. Ceux-ci ont donc pue poursuivre l’enseignement du droit romain à travers des siècles jusqu’à aujourd’hui. Ce même droit romain qui date de la période de l’Empereur romain Justinien 1er redécouvert au XIIe siècle. Hugo dans le cadre du droit romain a apporté une précision sur le fait que nul n’est censé ignorer la loi. En effet, il explique que des citoyens bien en connaissance des lois permettent d’éviter les activités proscrites, mais permettent-elles aussi une participation plus active des formules qu’elles permettent ou imposent. Hugo de Porta Ravennate s’impose comme l’un des premiers à avoir écrit un glossaire sur le droit. Le « Glossa Ordinaria »  qui fut le début de la justice Justienne appliqué non seulement en Bologne, mais aussi se propage au travers de l’Italie, jusqu’en France et partout ailleurs. Il est l’exemple même du curriculum législatif de la loi romaine appliqué au Moyen-Âge. Dans son glossaire, Hugo s’attarde à éclaircir les différents éléments de la loi romaine et de les codifier afin d’être mieux adapté à son époque, puisque certain décret ; comme ceux traitant sur l’esclavage étaient peu familiers à l’Italie médiévale. Toutefois, ils peuvent expliquer la relation entre individus sous contrat ainsi que l’importance de ce même contrat. Le travail des juristes consistait à régler ce genre de problème dû à l’âge des textes et de les adapter à la société italienne médiévale. De plus, Hugo de Porta Ravennate aurait aussi été connu pour d’autres textes que simplement le glossaire, il aurait aussi rédigé les textes « distinctiones » et « Summula de puna », bien que le deuxième soit mitigé quant à l'attribution de l’auteur.